# جون نابير (رسام)
جون نابير (بالإنجليزية: John Napier)‏ هو رسام بريطاني، ولد في 1 مارس 1944 في لندن في المملكة المتحدة.

## وصلات خارجية
- جون نابير على موقع IMDb (الإنجليزية)
- جون نابير على موقع ميوزك برينز (الإنجليزية)
- جون نابير على موقع قاعدة بيانات برودواي على الإنترنت (الإنجليزية)
- جون نابير على موقع قاعدة بيانات الفيلم (الإنجليزية)